# Портадаун (футбольный клуб)
«Портадаун» (англ. Portadown Football Club) — североирландский футбольный клуб из города Портадауна, основанный в 1880-х годах.

## История
В конце XX века был одним из сильнейших клубов Северной Ирландии, выиграв в то время 4 чемпионата своей страны. В 2008 году в североирландском футболе произошла реформа, в результате которой вместо старых лиг образовались Премьершип и Чемпионшип. «Портадаун» опоздал с заявкой об участии в Премьершип, в связи с чем вынужден был в сезоне 2008/09 выступать во втором по силе дивизионе — Чемпионшип.
С декабря 1986 года по 6 марта 2016 года главным тренером команды был Ронни Макфолл, являвшийся к моменту своей отставки первым среди всех действующих тренеров по продолжительности управления командой. Макфолл подал в отставку после поражения в четвертьфинале Кубка от «Лерган Селтик» (2:3), представлявшего вторую по силе лигу страны.
Сезон 2016/17 клуб начал с 12-очковым отставанием от других команд — такое наказание наложила на клуб Ирландская футбольная ассоциация за то, что он платил зарплату Питеру Макмэну, который был заявлен как любитель. За аналогичные нарушения, связанные с нападающим Гэри Твиггом, «Портадаун» также был оштрафован на 5000 £ и лишён права на трансферы до июня 2017 года. 18 апреля, уступив на своём поле «Ардс», клуб потерял математические шансы на сохранение места в Премьершипе за две игры до конца сезона.

## Достижения
Чемпион Северной Ирландии (4)1989/90, 1990/91, 1995/96, 2001/02
Обладатель Кубка Северной Ирландии (3)1990/91, 1998/99, 2004/05
Обладатель Кубка североирландской Лиги (2)1995/96, 2008/09